# Hate Eternal
Hate Eternal je death metalová kapela pocházející ze Saint Petersburgu na Floridě v USA.

## Historie
Hate Eternal byla založena v roce 1997. Tato skupina v původní sestavě zahrnovala osoby: Erik Rutan - kytary / zpěv, basistu a zpěváka Jareda Andersona, bubeníka Tima Yeunga a kytaristu Douga Cerrita z kapely Suffocation.
V roce 2002, bubeník Derek Roddy (dříve Nile, Divine Empire a Malevolent Creation) nahrazuje Tima Yeunga a kapela nahrává své druhé album, King of All Kings jako trio s Erikem, Jaredem a Derekem. Toto léto Erik Rutan naváže kontakt s Morbid Angel, která prohlašuje, že si přál, aby věnovali více času na Hate Eternal.
Co následovalo, byla vichřice mezinárodního turné na podporu King of All Kings, včetně záznamu videa pro MTV2 Headbanger's Ball, na single Powers That Be. Jared Anderson opouští skupinu brzy poté, protože se přiznal k problému s drogami. Floridský hudebník Randy Piro (přítel Dereka) nahrazuje Jareda. Po dokončení svého posledního turné k albu v prosinci 2003 se skupina oddaluje ze scény.
V roce 2004 začali Hate Eternal pracovat na očekávaném albu s názvem I, Monarch. Nahrávání začalo na podzim a album bylo uvedeno na trh v červnu 2005. Oslavované kritiky a podobně i fanoušky vytyčilo nové hranice v extrémním metalu, přičemž si zachovává prvky rychlosti a brutality, které dominují žánru. Tato skupina je seskupení talentů v muzikantství a září, jako nikdy předtím.
Po obtížném turné po USA v létě 2005 se zvyšuje počet nevyřízených obchodních problémů a skupina ruší své evropské turné, které je naplánováno na podzim. Po problémech s vnitřními rozdíly a osobní situací Derek Roddy oznámil svůj odchod z Hate Eternal do konce března 2006.
Při probíhajícím turné bylo povinností, aby Erik Rutan a Randy Piro pokračovali a přijali proto bývalého bubeníka Kevina Talleyho z kapely Dying Fetus a Reno Killericha pro americké vystoupení na jaře. Od 26. července 2007 oznámil Erik Rutan Jade Simonetto jako nového a stálého bubeníka kapely.
K roku 2018 mají Hate Eternal sedm dlouhohrajících alb.

## Diskografie

### Studiová alba
- Conquering the Throne (1999)
- King of All Kings (2002)
- I, Monarch (2005)
- Fury & Flames (2008)
- Phoenix Amongst The Ashes (2011)
- Infernus (2015)[1]

### Singly
- I, Monarch (2005)

### Live alba
- Live in London (2010)

### Videa
- The Perilous Fight (2006, DVD)